# Костел Святого Миколая та монастир домініканців (Кам'янець-Подільський)
Костел Святого Миколая і монастир домініканців (деякий час мечеть Рабії Гюльнуш) — зразок пам'ятки архітектури 15—18 століть в місті Кам'янець-Подільський (нині Хмельницька область, Україна), архітектурний образ якої складався впродовж століть з нашаруваннями різних стилістичних систем.

## Історія побудови
Найдавніші частини монастирського комплексу належать до 15 століття. Бурхлива історія Кам'янця-Подільського не сприяла збереженню первісного вигляду ще готичної в основі споруди. Комплекс зазнав руйнацій і перебудов у 16—18 століттях. Так, у 1596, 1618, 1628 рр. до центральної нави костьолу прибудували каплиці.
Войцех Гумецький записав фундуш та забезпечив «упосаженням» костел.

## Перебудови середини 18 століття
Перші ремонтні роботи після звільнення міста від турків розпочали в 1737 р. за ініціативи пріора монастиря о. Міхала Спендовського. Суттєві перебудови комплексу провели під керівництвом військового інженера й архітектора, кам'янчанина Яна де Вітте в 1737–1755 рр. на замовлення та кошти вельможі, теребовельського старости Міхала Францішека Потоцького. Архітектор надбудував другий поверх над розрізненими келіями монастиря, поєднавши їх з костелом і утворивши внутрішній дворик (клуатр), притаманний бароковим монастирським ансамблям Західної Європи та Речі Посполитої. Була перебудована в стилі бароко і дзвіниця, що стала однією з висотних домінант історичної частини міста.

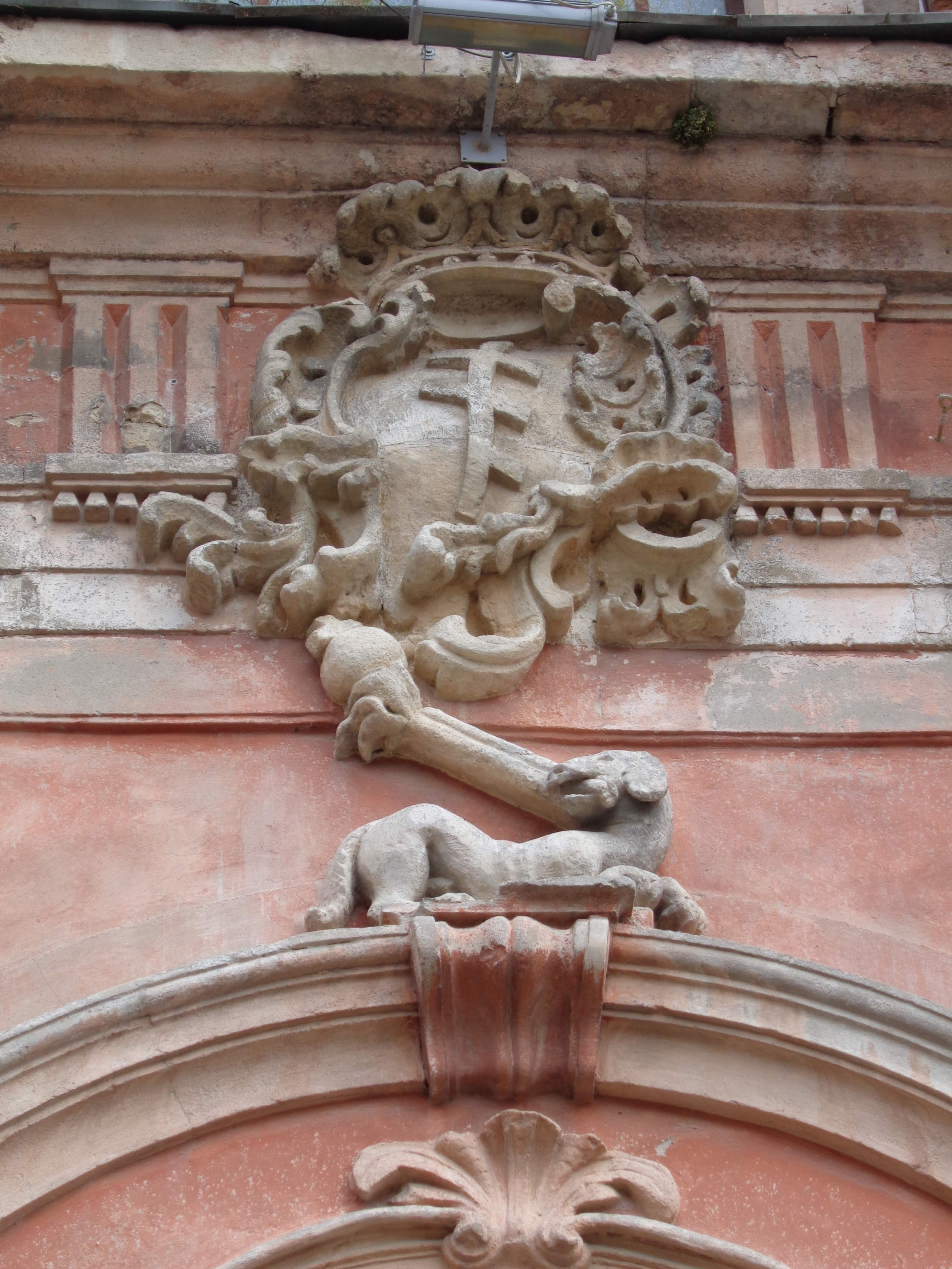
Герб на Костелі святого Миколая та монастиря домініканців
Герб Потоцьких, Пилява

## Костел

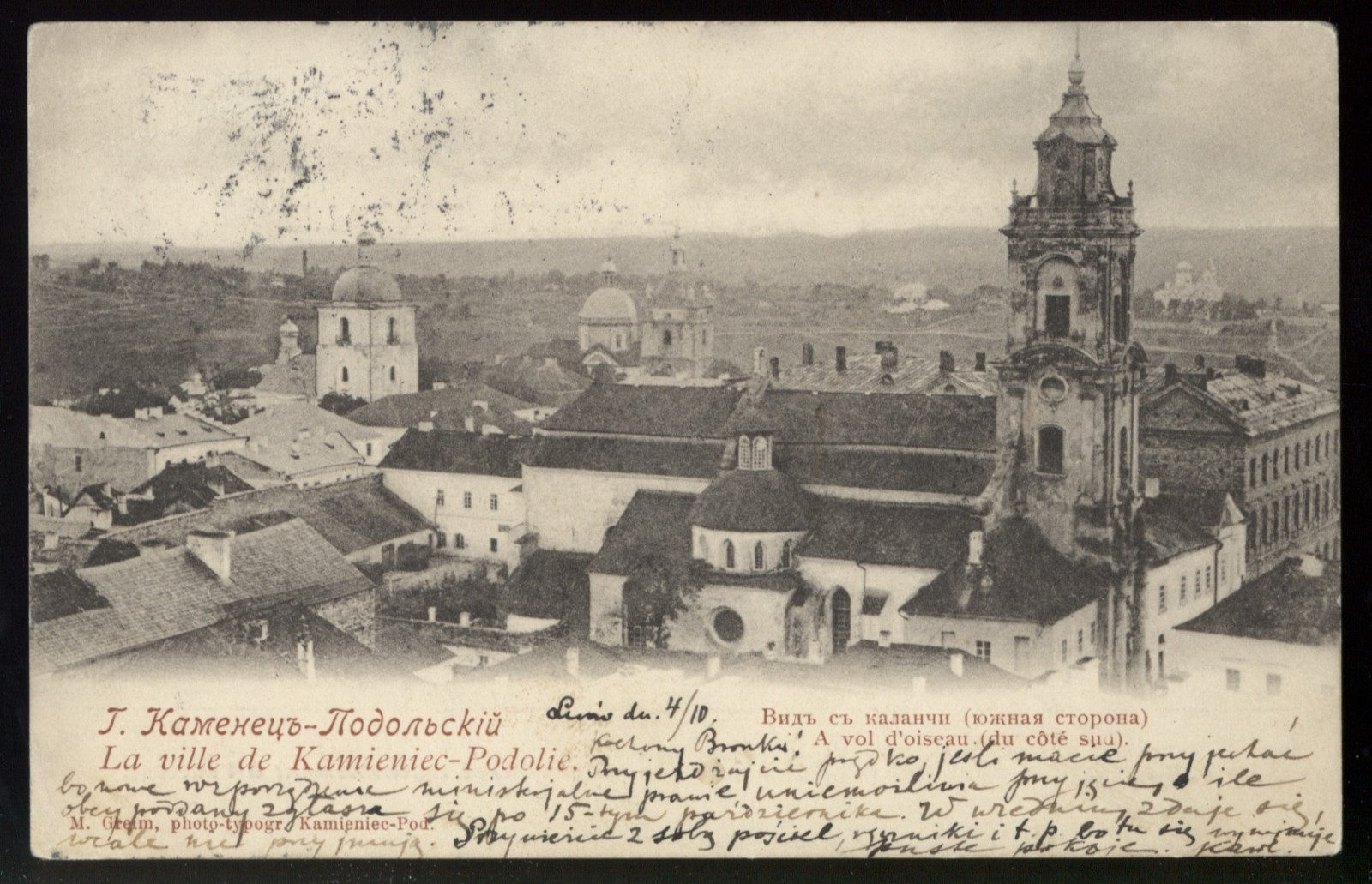
Домініканський костел, поштівка, 1902 рік.

Костел зберіг три нави і барокову вежу на головному фасаді донині. Належить до типу базилік. Центральна нава тієї ж довжини і висоти, що і вівтарна, ще готична частина, до якої і прибудовані каплиці (склепінчасті, північна та південна). Силует храму збагачують заокруглені куполи південної та північної каплиць доби Відродження. В інтер'єрах каплиць (в куполах) — залишки стукової ренесансової ліпнини. Каплиці — найяскравіші зразки Ренесансу у Кам'янці-Подільському (одна з них - мавзолей Войцеха Гумецького).
Три нави костелу мають хрещаті склепіння з підпружними арками. Всередині центральна нава поєднана з бічними навами високими арками; нині не має природного освітлення, бо колишні круглі вікна закладені каменем. Оздоби інтер'єру належать 18 століттю — це картуші, пілястри з каннелюрами, ліплення доби рококо та еклектики. Вхідні арки до каплиць створені у вигляді «глухих» двоколонних портиків з розірваними трикутними фронтонами в стилі бароко.
Мури костелу — з каменю на вапняковому розчині, потиньковані. Сучасні дахи двосхилі із заломом, покриття сучасним залізом. Освітлення — через люкарни, купол відсутній, створена сиґнатурка. Вівтарна частина ззовні — гранчаста з контрфорсами і готичними вікнами.

## Дзвіниця
Барокова; має три яруси. Нижній ярус оздоблено пілястрами доричного ордеру і розірваним фронтоном, середній — іонічним ордером, верхній — композитним ордером. Дзвіницю вінчає дах-шатро з балюстрадою і шпилем. Фасад другого ярусу зберіг скульптури.

## Келії монастиря

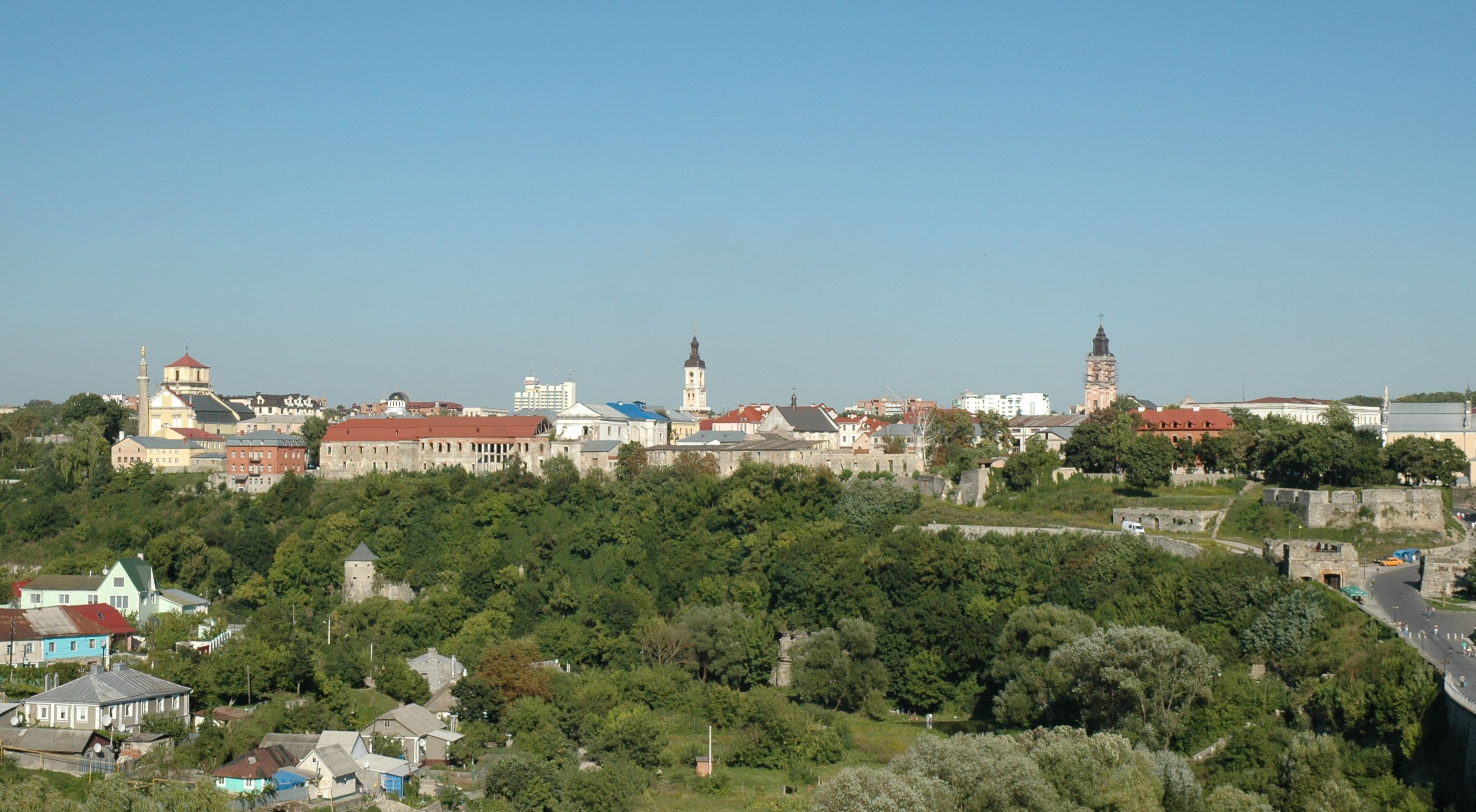
Панорама старого міста. Праворуч — дзвіниця костелу св. Миколая

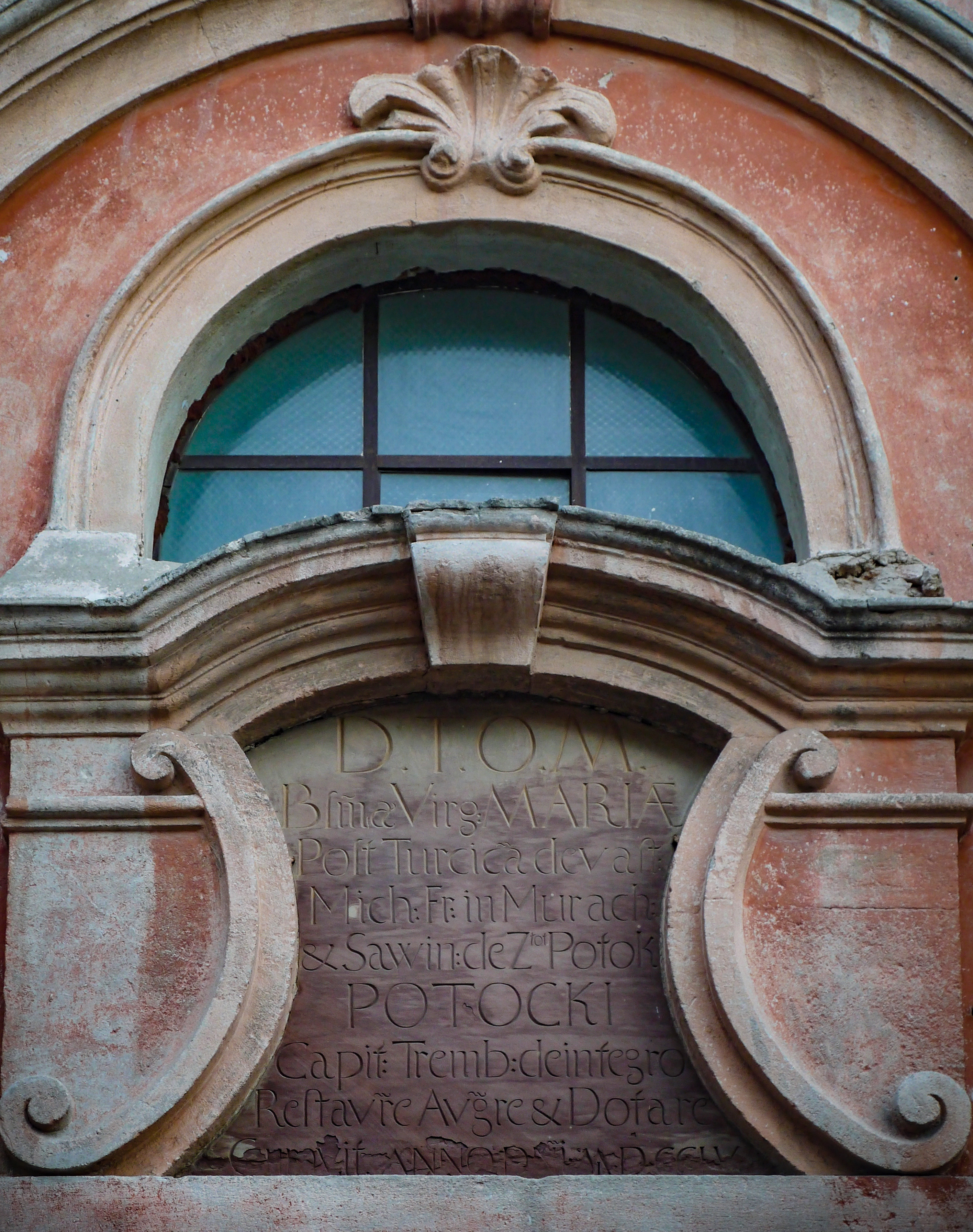
Фундаційна таблиця над входом.

Сучасні келії з колишньою трапезною приєднані до південного фасаду костелу — П-подібні за поземним планом, двоповерхові після перебудови Яна де Вітте. Розпланування коридорного типу з однобічним розташуванням келій. Склепіння — хрещаті і напівциркульні. Дворик має відкриті галереї першого поверху. Вхід з західного фасаду до галерей першого поверху виділено пілястрами і трикутним фронтоном. В тимпані фронтону — залишки герба. За історичними описами фронтон колись мав ще й оздоби скульптурами, які зараз відсутні, що збідніло архітектуру ансамблю. На протилежному боці костелу — кам'яний будинок Міхала Францішека Потоцького.
За часів навали і захоплення турками-османами міста (1672–1699 рр.) костел перетворений на мечеть кам'янецьких пашів. Від цього часу залишилась гарно різьблена проповідницька кафедра (зроблена з двох мармурових блоків, покинута османами).
За мирною угодою між османами і королем Польщі місто повернуто Речі Посполитій. Відремонтовано і перебудовано кляштор в 1737–1755 рр. на кошти Міхала Ф. Потоцького. В люстрації 22 березня 1734 р. згадано будинок оо. домініканців, що знаходився у кварталі посередині центральної площі міста. Кляштор закрито 1842 року, костел перетворено у парафіяльний.
Протягом радянського періоду стояв закритим, поступово руйнуючись. В окремих приміщеннях було сховище місцевого архіву. В 1980-х монастирський комплекс реставрували державним коштом з наміром розмістити мистецьку школу. 1994 р. перед ухваленням рішення про передачу комплексу монастиря Римо-Католицькій Церкві (ордену оо. Паулінів) монастирський костел підпалили (згорів).

## Усипальниця
Був похований Войцех Гумецький, Станіслав та Ян (мечник кам'янецький) Хмелецькі

## Світлини

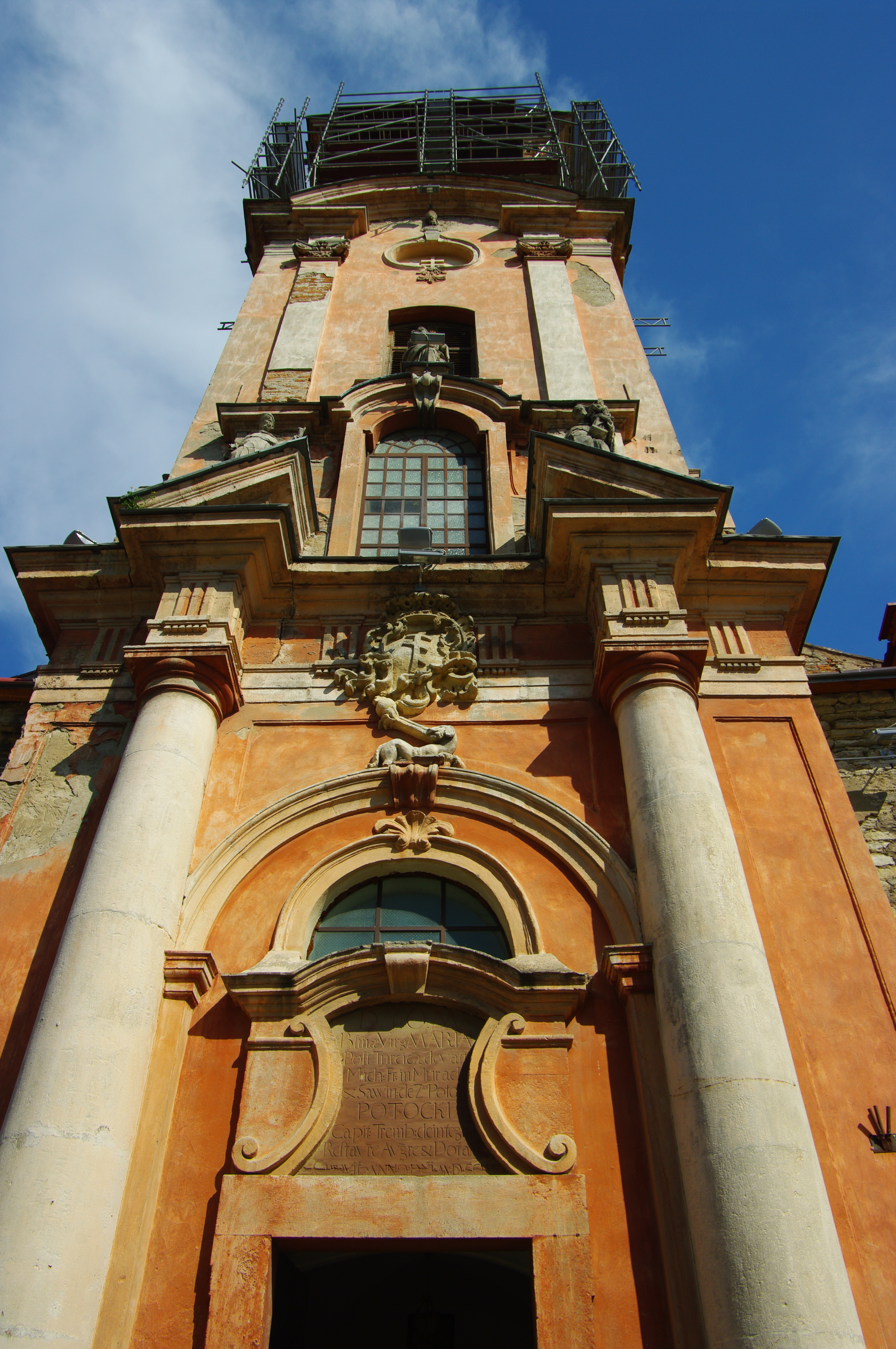
Віхід та дзвіниця
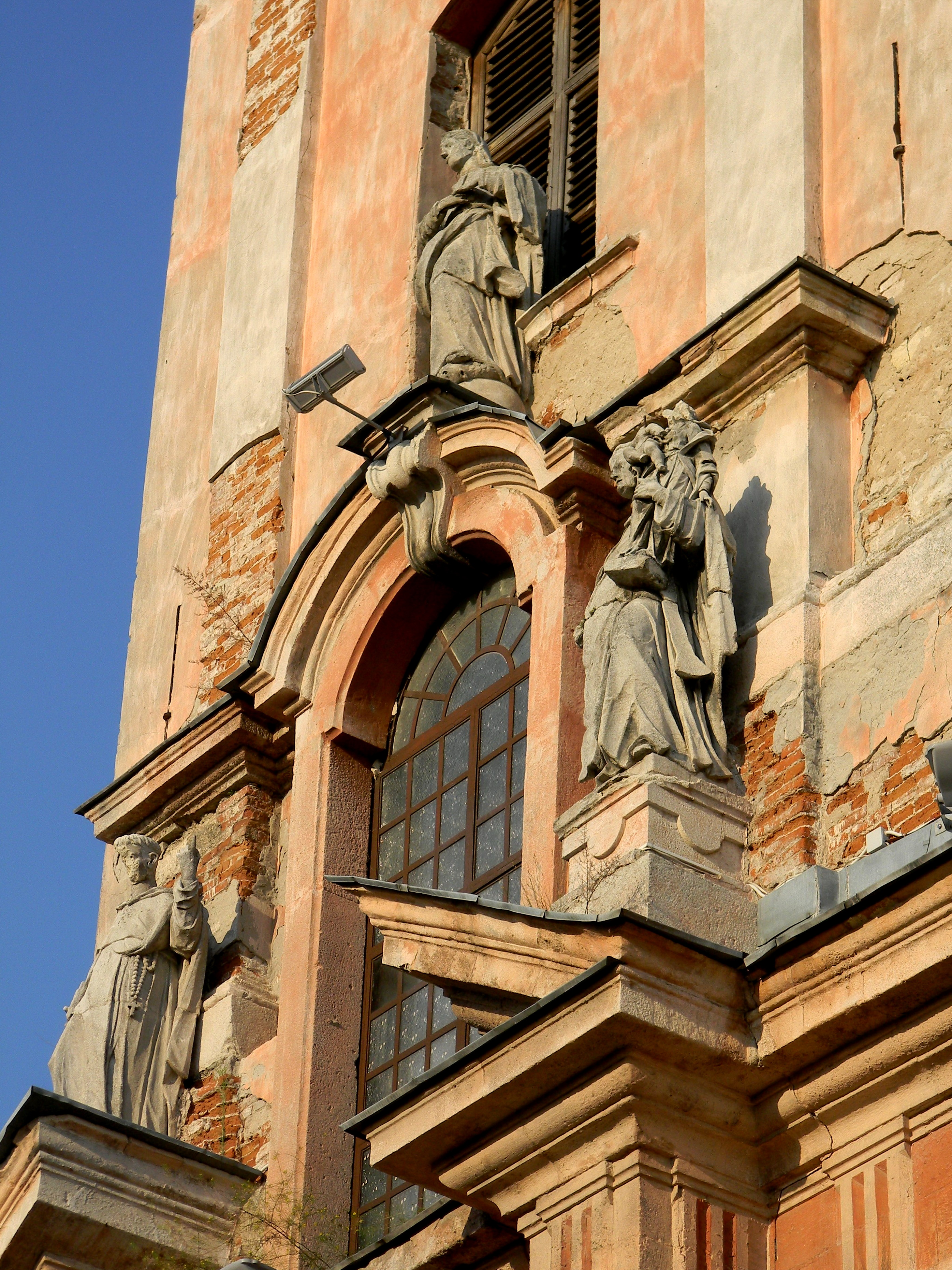
Домініканський костел і монастир
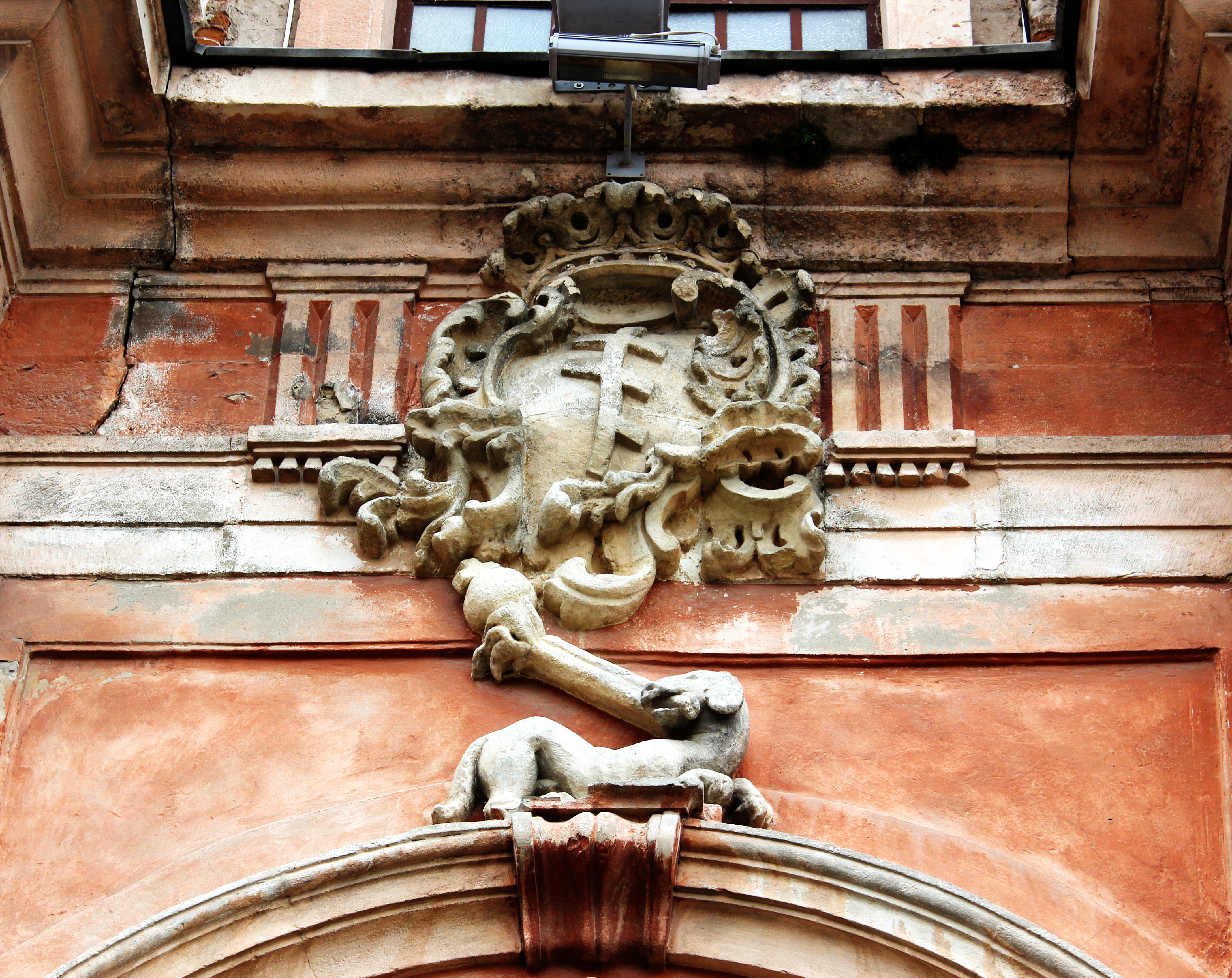
Зображення на дзвіниці Піляви - гербу Потоцьких
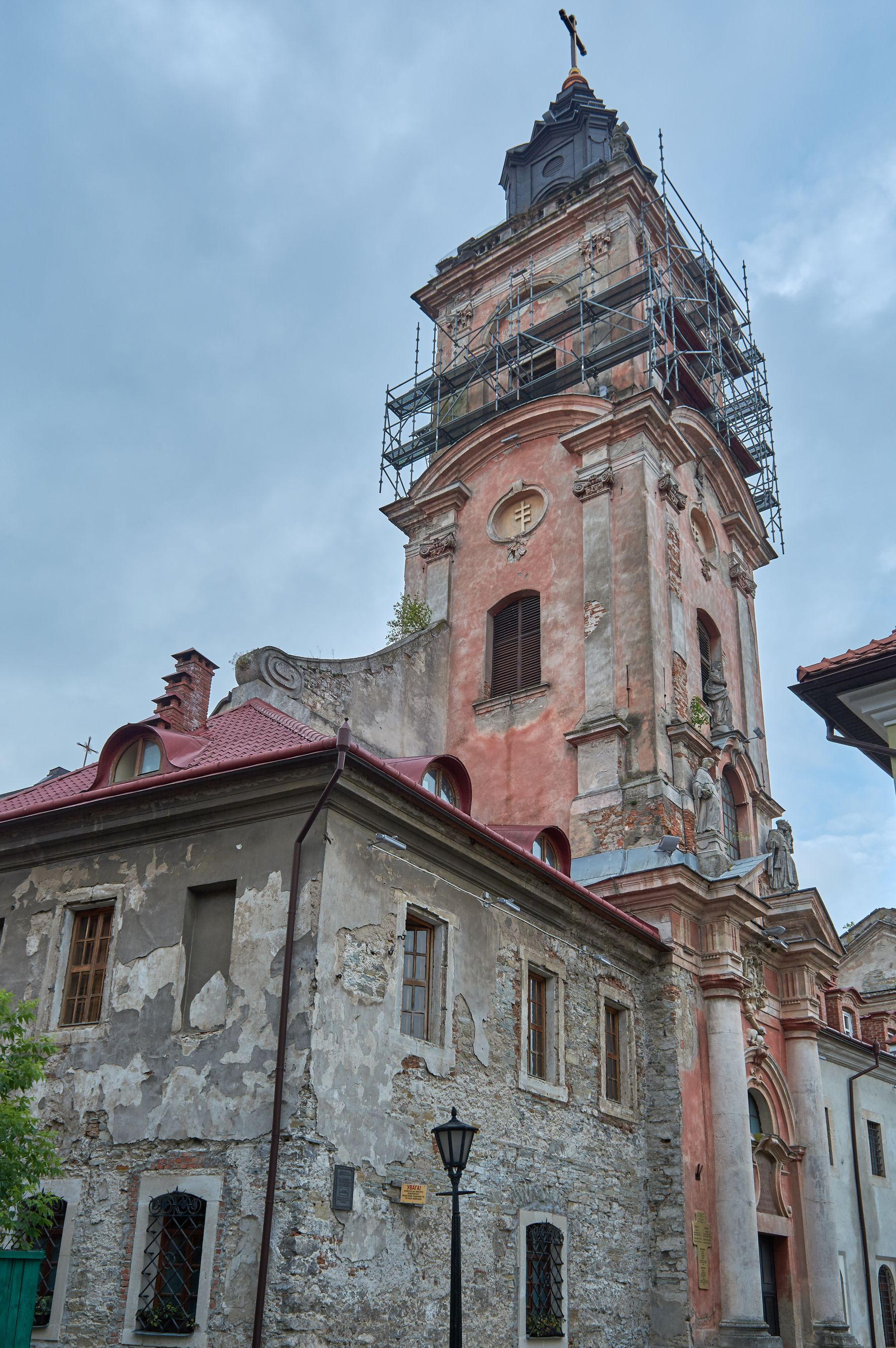
Домініканський Костел
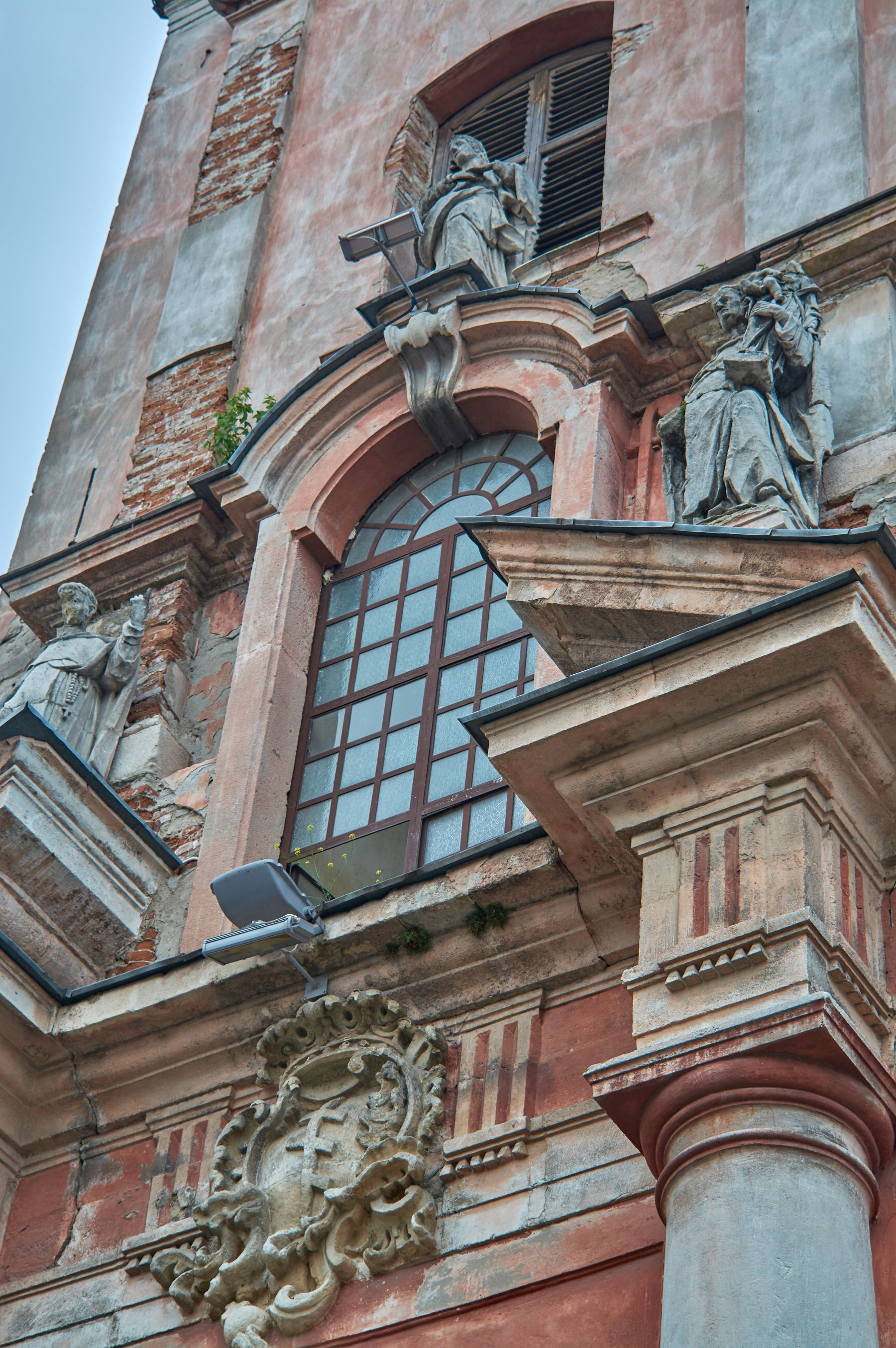
Дзвіниця костелу
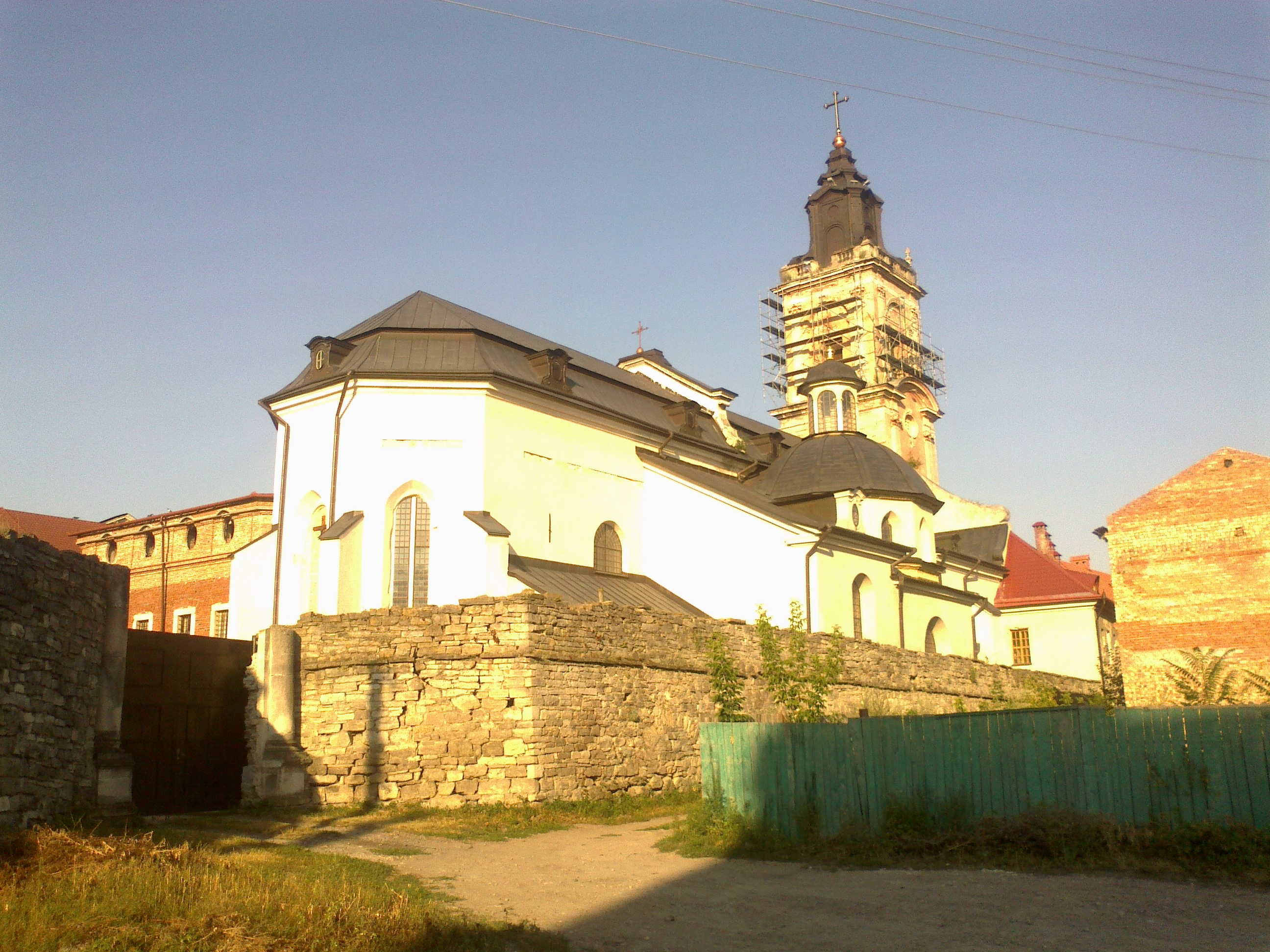
Домініканський костел, каплиця В. Гумецького, фото, 2012 рік
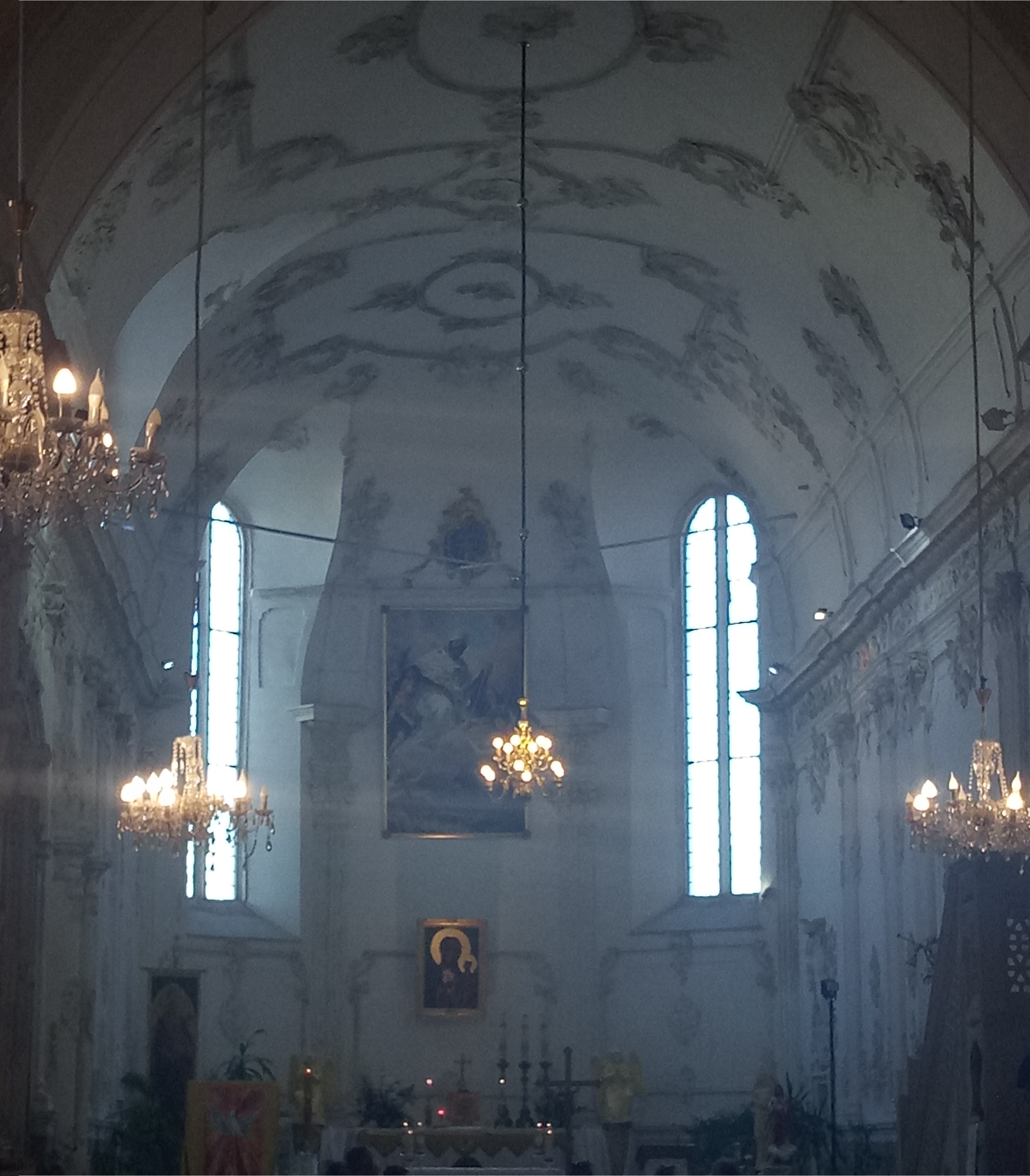
Костел всередині
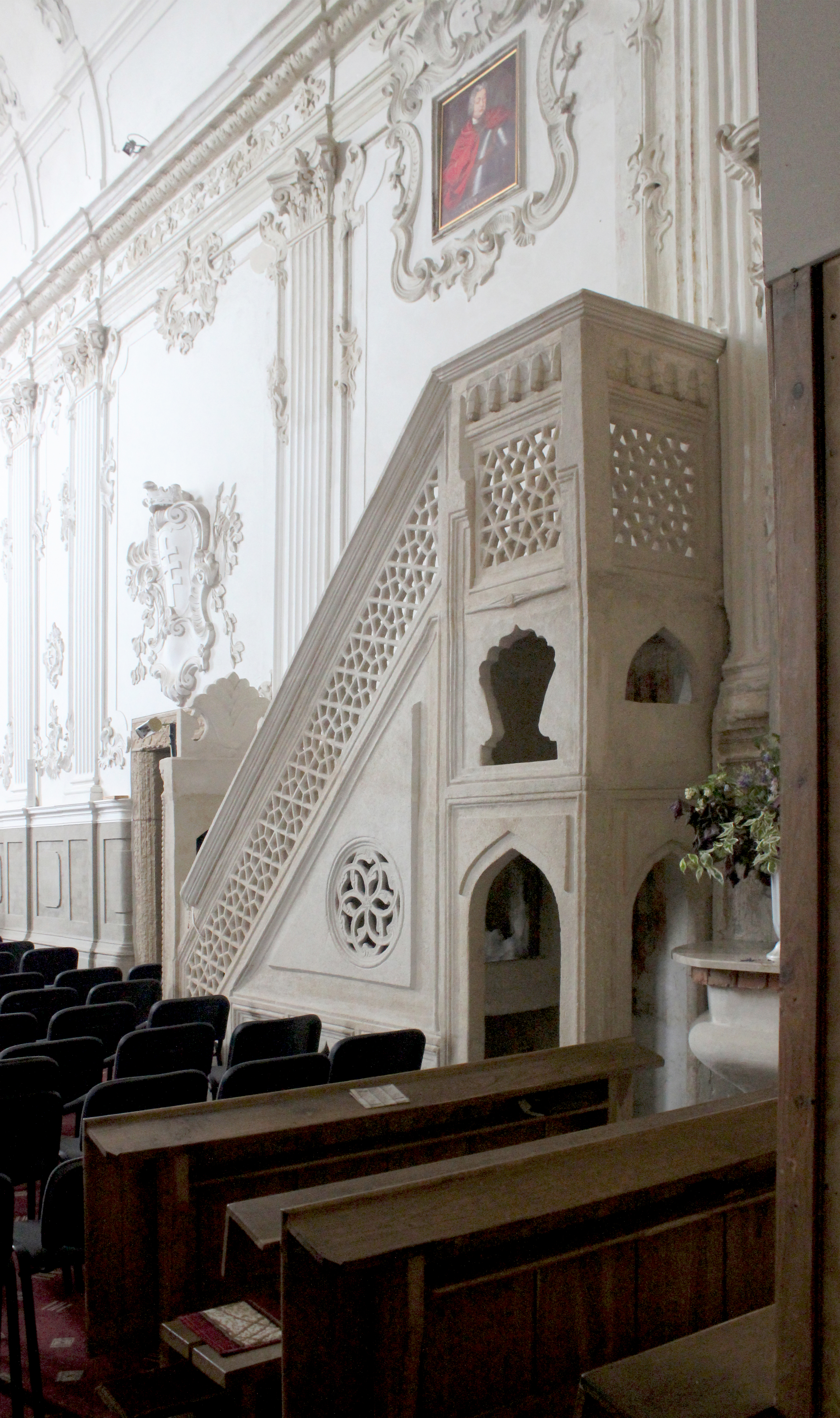
Мінбар, що залишився з часів мечеті кам'янецького паші
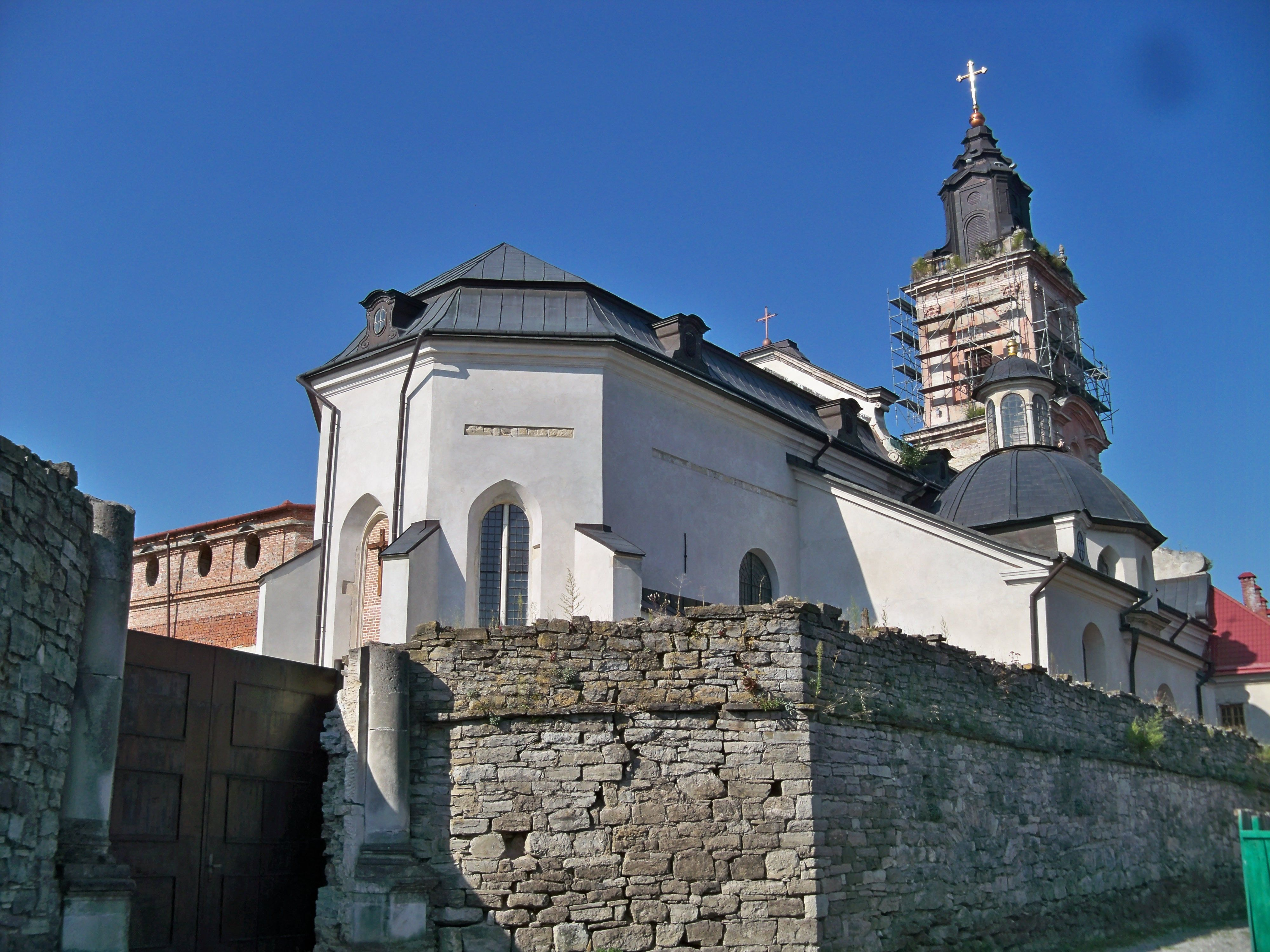
Вигляд зі сходу, костел святого Миколая
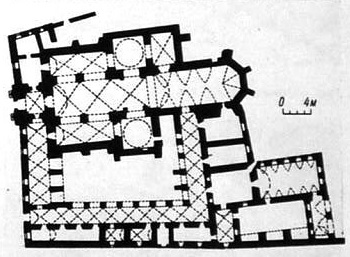
План костелу